# Diamante Medaglia Faini
Diamante Medaglia Faini (Savallo, 28 agosto 1724 – Salò, 13 giugno 1770) è stata una poetessa italiana facente parte dell'Accademia degli Agiati (1751), dell'Accademia degli Orditi di Padova sotto il nome di Nisea Corcirense, dell'Accademia dell'Arcadia a Roma (1757).

## Biografia
Era nota per i suoi componimenti di argomento amoroso e per aver scritto madrigali e sonetti, l'ultimo dei quali è Protesta di non voler più componere in Poesìa, ma che vuol attendere con Euclide a studj più serj, tramite il quale, amareggiata, annuncia, suo malgrado, di volersi dedicare ad altri argomenti. Convinta sostenitrice dell'educazione femminile, avversò la scelta operata dal saggista Francesco Algarotti, il quale, nel suo Newtonianismo per le dame (1737, che avrebbe poi ispirato Voltaire a scrivere Elementi della filosofia di Newton), aveva volutamente tralasciato l'insegnamento matematico in quanto, a suo dire, questo non era compatibile con il cervello di una donna.
Nel 1761 Diamante Medaglia Faini e Antonia Lanfranchi - autrice di un saggio Sopra l’origine e il progresso della lingua italiana - insieme ad altre donne crearono a Salò l'Accademia dei Discordi, in chiara contrapposizione agli Unanimi (attuale Ateneo di Salò), nella quale era permesso l'accesso anche alle donne. Il 5 marzo 1763 Diamante Medaglia Faini tenne il Discorso intorno agli studi convenienti alle donne, dinanzi al pubblico interamente maschile dell’Accademia degli Unanimi di Salò. Citando Cicerone, Aristotele, Platone, Socrate e alcuni noti teologi, si fece promotrice della loro istruzione anche in logica, filosofia, religione e soprattutto in matematica e fisica - «alle matematiche prestino l’opera loro le donne, onde non cadano in falsi paralogismi» -, reclamando così la piena autorità intellettuale per le donne. 

Protesta di non voler più componere in Poesìa ma che vuol attendere con Euclide a studj più serj
Io che finor tanti ad altrui richiesta
fatti ho sonetti, stanze e madrigali
Per medici, per sposi, per legali,
E per chi vinse velo, o sagra vesta
No più non voglio rompermi la testa
Senza profitto, e dietro a cose tali
Gettar il tempo, che di mover l'ali
A più alto segno in me desìo si desta.